# Русаков, Владимир Васильевич (генерал-майор)
Влади́мир Васи́льевич Русако́в (30 декабря 1909 года, г. Чепляев, Смоленская губерния — 12 октября 1951 года, Москва) — советский военный деятель, генерал-майор (13 сентября 1944 года).

## Начальная биография
Владимир Васильевич Русаков родился 30 декабря 1909 года в городе Чепляев Смоленской губернии.

## Военная служба

### Довоенное время
15 сентября 1929 года призван в ряды РККА и направлен на учёбу во Владивостокскую пехотную школу, после окончания которой в марте 1932 года направлен в 5-й Амурский стрелковый полк, в составе которого служил командиром пулемётного взвода и врид командира пулемётной роты, командиром учебного взвода.
В июне 1935 года В. В. Русаков переведён в Николаевский-на-Амуре укреплённый район ОКДВА, в котором служил на должностях командира 8-й отдельной пулеметной роты, врид начальника и начальника штаба Правобережного сектора.
В июле 1940 года направлен на учёбу в Военную академию имени М. В. Фрунзе.

### Великая Отечественная война
12 сентября 1941 года капитан В. В. Русаков окончил краткосрочный курс обучения Военной академии имени М. В. Фрунзе и направлен офицером связи Генерального штаба Красной армии при стрелковой дивизии, в декабре — старшим офицером Генштаба Красной армии при штабе Северо-Западного фронта, а в марте 1942 года — офицером Генштаба при штабе армии.
В июле 1942 года назначен на должность начальника 1-го отделения штаба 14-й гвардейской стрелковой дивизии, которая находилась на переформировании в районе ст. Бударино (Сталинградская область), и в период с 10 по 13 августа была передислоцирована в район станицы Букановская степь, после чего с 20 августа вела боевые действия на правом берегу Дона, а с 18 ноября принимала участие в ходе контрнаступлении под Сталинградом. В октябре В. В. Русаков назначен командиром 38-го гвардейского стрелкового полка, а в декабре — начальником штаба 14-й гвардейской стрелковой дивизии, которая со второй половины декабря принимала участие в ходе Среднедонской и Ворошиловградской наступательных операций. 26 января 1943 года полковник В. В. Русаков назначен на должность командира той же 14-й гвардейской стрелковой дивизии, которая к 15 апреля заняла оборонительный рубеж в районе Белый Колодезь (Харьковская область) и с августа принимала участие в ходе Белгородско-Харьковской наступательной операции и в освобождении Левобережной Украины. В начале сентября 1943 года после освобождения города Мерефа и форсирования реки Мжа части дивизии «неудачно действовали в ходе дальнейшего наступления», в результате чего полковник В. В. Русаков 11 сентября освобождён от занимаемой должности «за невыполнение боевого приказа в срок» по овладению с. Михайловка и ст. Борки и назначен начальником штаба 58-й гвардейской стрелковой дивизии, а 24 сентября — командиром той же 58-й гвардейской стрелковой дивизии, которая вскоре форсировала Днепр севернее Верхнеднепровска. С января 1944 года дивизия под командованием полковника В. В. Русакова участвовала в ходе Никопольско-Криворожской, Березнеговато-Снигирёвской и Одесской наступательных операций. 13 марта В. В. Русаков ранен, после чего лечился в госпитале и по выздоровлении в июле 1944 года вернулся на прежнюю должность командира 58-й гвардейской стрелковой дивизии, которая принимала участие в боевых действиях в ходе Висло-Одерской, Сандомирско-Силезской, Нижнесилезской, Верхнесилезской, Берлинской и Пражской наступательных операций.

### Послевоенная карьера
После окончания войны находился на прежней должности в Центральной группе войск, а в июле 1946 года назначен командиром 34-й отдельной Выборгской бригады МВД.
В феврале 1949 года направлен на учёбу на курсы усовершенствования командиров стрелковых дивизий при Военной академии имени М. В. Фрунзе, которые окончил в феврале 1950 года, и вскоре назначен на должность командира 63-й стрелковой дивизии (Приморский военный округ).
Генерал-майор Владимир Васильевич Русаков умер 12 октября 1951 года в Москве.

## Награды
- Орден Ленина (29.05.1945);
- Два ордена Красного Знамени (15.01.1943, 03.09.1943);
- Орден Суворова 2 степени (06.04.1945);
- Орден Кутузова 2 степени (19.03.1944);
- Орден Богдана Хмельницкого 2 степени (23.09.1944);
- Два ордена Красной Звезды (21.09.1942, 03.11.1944);
- Медали.

- Иностранные награды.